# Parco archeologico urbano di Volcei
Il parco archeologico urbano dell'antica Volcei è un parco archeologico situato nel comune di Buccino in provincia di Salerno.

## Storia
Il parco si sviluppa interamente nel centro storico della città, in un percorso in parte sotterraneo e in parte sopraelevato. La stratificazione del tessuto urbano, nelle diverse epoche, ha permesso di realizzare un parco archeologico unico nel suo genere, dove le strutture antiche si fondono con le costruzioni medievali e recenti, facendone un valido esempio di archeologia urbana.
Il parco inaugurato nell'anno 2003, è il risultato di una capillare indagine archeologica, svolta in seguito agli ingenti danni del sisma del 23 novembre 1980. Nelle fasi di ricostruzione della città attuale è stato possibile individuare e portare alla luce i resti dell'antica città romana.
La nascita della città risale alla costruzione della cinta muraria nel IV sec. a.C., di cui ancora oggi sono visibile i resti. Le mura seguono l'andamento morfologico del territorio, impostandosi su di un'isoipsa di 640 m s.l.m., abbracciando l'intero centro antico. Il perimetro della cinta muraria funge da collegamento per le tre porte cittadine (S.Mauro, S.Elia, Consina), rappresentando nell'insieme un'opera isodoma a scopo difensivo. Il parco archeologico racchiude diversi siti archeologici:
- Complesso rupestre di Via Egito
- Porta Consina
- Palazzo Forcella
- Tempio di via Santo Spirito
- Castello Normanno-Agioino
- Area pubblica del foro romano
- Terme di Via Canali
- Porta S. Elia
- Porta S. Mauro
- Area Sacra di Santo Stefano

I reperti rinvenuti nel territorio circostante sono esposti nel Museo archeologico nazionale di Volcei